# 前1700年代
| 千纪： | 前2千纪 |
| 世纪： | 前19世纪 \| 前18世纪 \| 前17世纪                                                                                     |
| 年代： | 前1730年代 \| 前1720年代 \| 前1710年代 \| 前1700年代 \| 前1690年代 \| 前1680年代 \| 前1670年代                       |
| 年份： | 前1709年 \| 前1708年 \| 前1707年 \| 前1706年 \| 前1705年 \| 前1704年 \| 前1703年 \| 前1702年 \| 前1701年 \| 前1700年 |

## 重要事件及趋势
- 约前1700年，最后猛犸象在弗兰格尔岛灭绝。
- 约前1700年，这个位于克里特岛的克诺索斯城被大火烧毁。
- 约前1700年，爱琴海文明借古代近东的技术开始创建金属工艺。
- 约前1700年，印度河流域文明结束。
- 约前1700年，统治埃兰帝国建立。
- 约前1700年，中国青铜时代开始。
- 约前1700年，巴克特里亞·馬爾吉阿納文明體在今天的中亚结束。

## 重要人物
- 奈赫西、哈赫鲁拉、内贝法乌拉，古埃及第十四王朝法老
- 阿尼塔，赫梯国王
- 阿辛努姆、亚述杜古尔、亚述阿帕拉伊迪、纳西尔-辛、辛-纳米尔、伊布基-伊什塔尔、阿达德萨路路、阿达西，亚述国王
- 阿比·埃苏赫，巴比伦国王。
- 瑞姆辛一世，拉尔萨国王。
- 泄、不降，夏朝君主